# Thomas Leeb

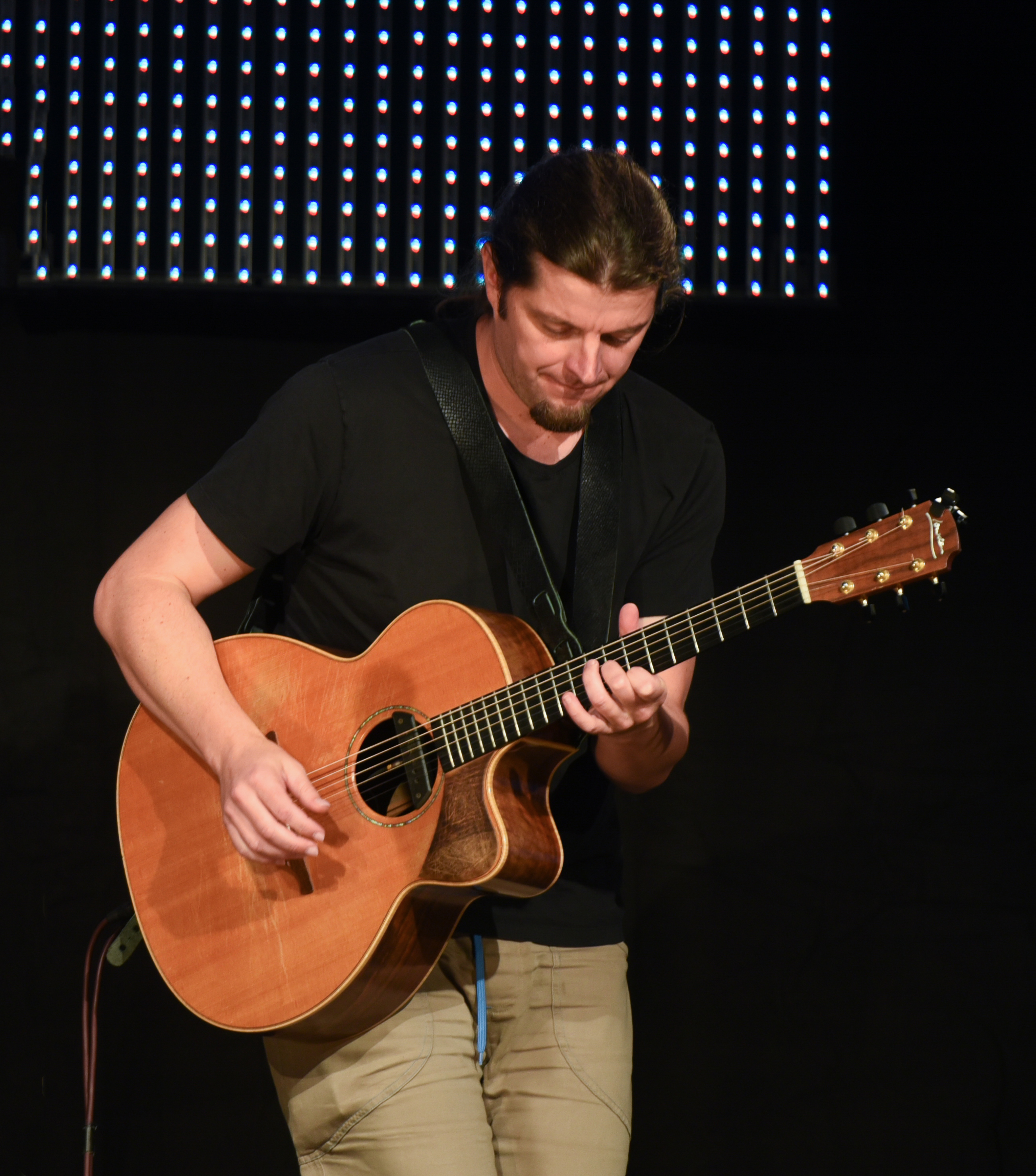
Thomas Leeb beim Hamburger Gitarrenfestival im August 2018

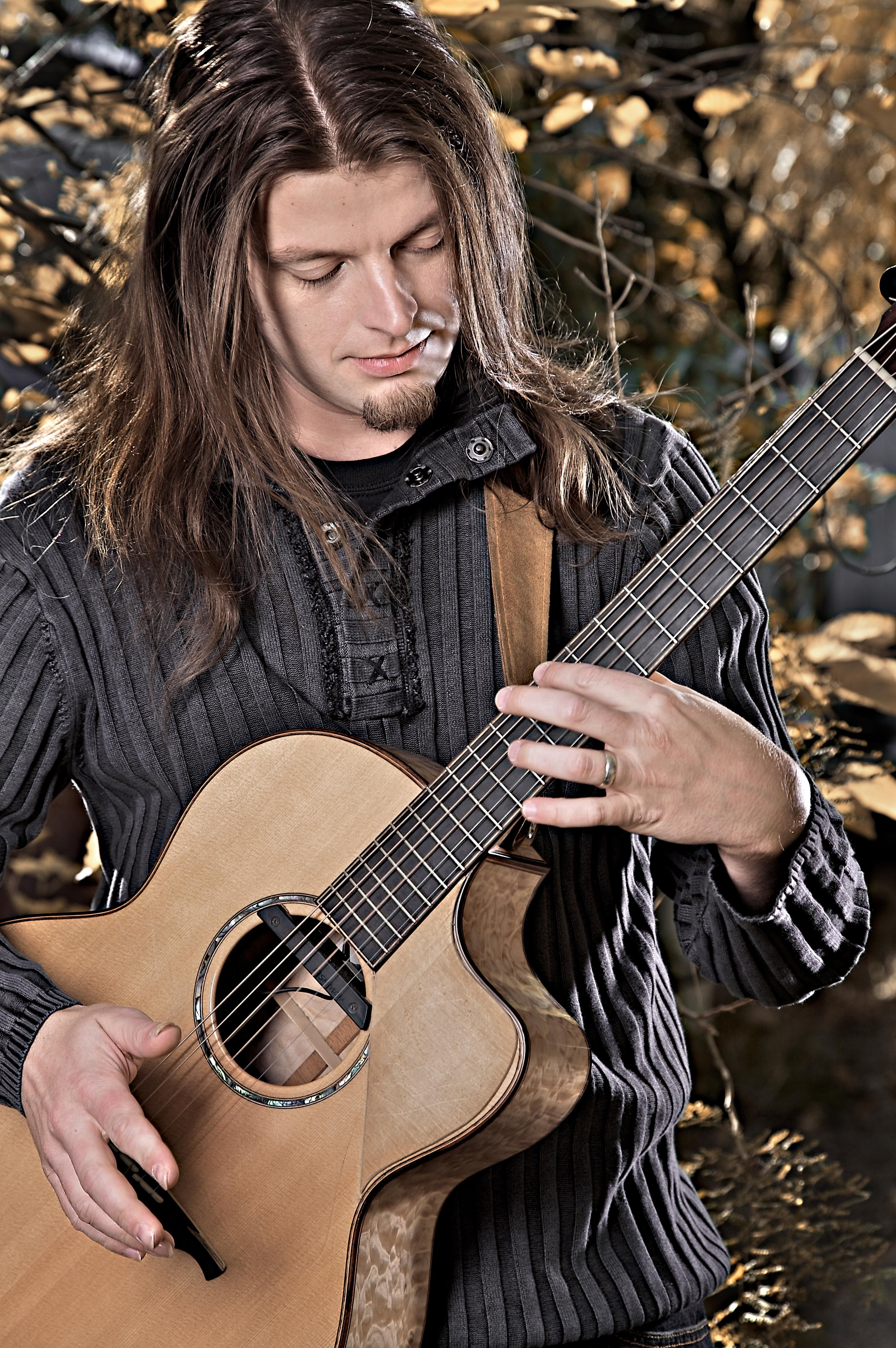
Thomas Leeb (2007)

Thomas Leeb (* 14. September 1977 in Klagenfurt) ist ein österreichischer Fingerstyle-Gitarrist.

## Leben
Thomas Leeb wuchs als jüngster Sohn von vier Kindern einer Hotelier-Familie in Turracher Höhe, Kärnten, auf. Das Gitarrespiel brachte er sich selber bei, als er 13 Jahre alt war, zunächst auf der elektrischen Gitarre, dann auf der akustischen. Seine Ausbildung als Hotelfachschüler gab er mit 15 auf, um Musiker zu werden, und gab seine ersten Konzerte – die Matura musste er auf Beharren seiner Eltern dennoch ablegen. Mit 17 produzierte er in Eigenregie seine heute vergriffene CD Reveller und war nach der Matura vier Monate als Straßenmusiker in Irland unterwegs. 1997 nahm er die ebenfalls nicht mehr erhältliche CD Hope auf und 1998 wurde er Dritter beim Osnabrücker Open-Strings-Festival.
1999 veröffentlichte er seine dritte CD riddle zunächst über das Internetportal mp3.com, und begann, mit Schwerpunkt in Weltmusik und traditioneller Musik aus Ghana in Kalifornien am California Institute of the Arts Musik zu studieren. Seine Lehrer waren die Perkussionisten Kobla und Alfred Ladzekpo sowie Miroslav Tadić an der Gitarre. 2003 schloss er das Studium ab. 2004 veröffentlichte er seine vierte CD Spark und begann den Vertrieb der CDs über seine Webseite. 2006 folgte die CD Upside Down, 2007 Desert Pirate und 2011 No Alibis. Sein Album Juvenalia von 2014 ist eine Zusammenstellung von Stücken, die Leeb bereits als Jugendlicher aufgenommen hatte.
Leeb tourt unermüdlich, vor allem in den USA, in Europa (Österreich, England, Deutschland, Irland und Kroatien) sowie in Fernost (Taiwan, Korea und Japan). Er unterrichtet zeitweise freiberuflich und in loser Folge an zwei Musikschulen in Los Angeles. Im Sommer veranstaltet er regelmäßig einen Workshop auf der Turracher Höhe, der vor allem von britischen Gitarristen besucht wird, unter denen er sich eine treue Fangemeinde geschaffen hat. Seine Spielweise ist vor allem für junge Gitarristen ein Vorbild, so etwa für den britischen Gitarristen Newton Faulkner.
Thomas Leeb lebt mit seiner Familie in Kalifornien.

## Spielweise und musikalische Einflüsse
Thomas Leeb ist sich nicht ganz sicher, wie seine Art Musik eingeordnet werden soll und verweist auf den Titel „the bastard child of acoustic guitar“ (das Bastardkind der Akustikgitarre). Großen Einfluss hatte der 2005 verstorbene englische Gitarrist Eric Roche auf sein Selbstverständnis als Künstler, er unterstützte ihn als Freund und schätzte ihn hoch ein: „I was his teacher for about five minutes and then I heard him play.“ („Ich war sein Lehrer für etwa fünf Minuten, und dann hörte ich ihn spielen.“) Ein musikalisches Vorbild ist Michael Hedges. 
Leeb verfolgt als Gitarrist und Komponist seinen ganz eigenen Weg und hat es verstanden, eine ihm ganz eigentümliche und charakteristische Spielweise zu schaffen. Kennzeichnend für diese ist die Verwendung perkussiver Elemente, die er durch Anschlagen des Gitarrenkorpus mit dem Handballen oder einzelnen Fingern erzeugt. Auf seiner CD Desert Pirate benutzt er ein aufgeklebtes Scratch-Brett, mit dem er rhythmische Scratch-Elemente in seine Stücke einstreut, welche trotz ihrer rein „akustischen“ Herkunft durchaus an die Scratch-Effekte der DJs erinnern. Einige seiner Stücke besitzen ein ungerades Metrum und zeigen östliche Einflüsse, viele sind rhythmisch sehr ungewöhnlich und ausgefeilt.
Leeb spielt Gitarren der Firma Lowden.

## Diskografie
- Reveller (1994, Thomas Leeb)
- Hope (1997, Thomas Leeb)
- riddle (1999, Thomas Leeb)
- Spark (2004, Thomas Leeb)
- Upside Down (2006, Thomas Leeb)
- Desert Pirate (2007, Thomas Leeb)
- No Alibis (2011, Thomas Leeb)
- Juvenalia (2014, Thomas Leeb)
- Live in Brazil (DVD, 2015, Thomas Leeb)
- Radio Hill (2021, Thomas Leeb)

## Benutzte Quellen
1. ↑  Der Turracher Gitarrenakrobat. Artikel im Tiebel-Kurier (Kärnten) vom Oktober 2004 (Memento vom 2. Januar 2007 im Internet Archive)
2. ↑  Der 20-Finger-Gitarrist. Zeitungsartikel vom 15. Oktober 2005, Kleine Zeitung, Villach (Memento vom 12. Mai 2008 im Internet Archive)
3. ↑  Gewinner der letzten Jahre (Memento vom 7. Februar 2009 im Internet Archive)
4. ↑  Gitarren - Zauberer. Artikel in der österreichischen Kronen-Zeitung vom 20. Oktober 2004 (Memento vom 2. Januar 2007 im Internet Archive)
5. ↑  Mike Joyce: Happily Living the Surreal Life; How Did Guitarist Newton Faulkner Top the U.K. Charts? Beats Him. (Memento vom 25. Mai 2011 im Internet Archive) In: The Washington Post, 2. Mai 2008
6. ↑  Reviews and Comments (Memento vom 20. Dezember 2016 im Internet Archive), Pressestimmen und Zitate auf Thomas Leebs Website